# Estadio Asteria Mendoza Vda. de Barrios
El Estadio Asteria Mendoza Vda. de Barrios es un estadio de fútbol de Paraguay que se encuentra ubicado en la ciudad de Choré. En este escenario, que cuenta con capacidad para 4000 personas sentadas, hace las veces de anfitrión el equipo de fútbol del Club Choré Central.
En la temporada 2015 el Deportivo Liberación usufructuó el estadio para su partidos de local de la División Intermedia.